# Famille Winkler
Winkler (aussi Winckler, Winckhler, Vinkler) puis Kőszeghy (aussi Kőszeghy Von Winkelstein, Kőszeghy Winkelsteini) est le patronyme d'une famille noble hongroise.

## Histoire
L'histoire nobiliaire de cette famille remonte à Mátyás Winkler qui fut anobli par le roi hongrois Matthias Ier de Habsbourg au début du XVIIe siècle. Ce privilège de noblesse fut confirmé quelques décennies plus tard, le 20 mars 1669, par le roi Léopold Ier de Habsbourg pour les descendants de Mátyás Winkler, tous issus de la même fratrie : János-Ábrahám et sa femme Mária Toporczin, Herman, Ábrahám, András, Mátyás, Vilmos et Jakab Winkler.
La lettre de noblesse ainsi que leur blason furent promulgués le 6 avril 1669 lors de l'assemblée publique tenue en la ville libre royale de Lőcse (aujourd'hui Levoča en Slovaquie) du comitat de Szepes.
Rapidement, la famille prend une importance croissante dans les comitats de Szepes et Sáros. András, l'un des frères qui était boucher à la confirmation de l'anoblissement en 1669 devint en 1688 conseiller de la ville de Szepes-Szombathely (en allemand Georgenberg, aujourd'hui Spišská Sobota) puis juge en 1692 et enfin comte des Treize villes de Szepes (alors sous autorité polonaise) jusqu'à sa mort en 1711.

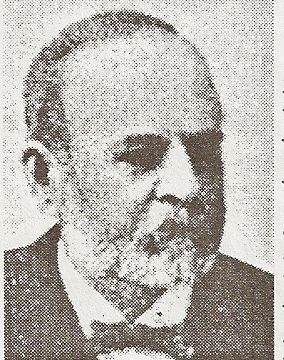
Benjamin Winkler (1835-1915)

La descendance d'András fournira différents acteurs importants dans la région au fur et à mesure des siècles : procureur général de Sáros (Sándor Winkler), ou encore curé de Horvátgurab du comitat de Pozsony (Boldizsár Winkler), abbé de Szentjobb (Mátyás-József Winkler) ou chanoine (András Winkler). D'autres descendants occupèrent des fonctions militaires ou encore des fonctions ministérielles (secrétaire d'État du ministère de l'Intérieur par Sandór Köszeghy sous l'un des gouvernements de Antonín Švehla).
D'autres occupèrent des postes importants dans le monde civil comme Benjamin Winkler (1835-1915) qui fut un professeur à l'Académie de Banská Bystrica.
Le 1er juillet 1901, József Winkler avec la permission de l'empereur d'Autriche François-Joseph Ier d'Autriche changea le nom de sa famille pour Kőszeghy avec le prédicat Von Winkelstein.